# Bernard Vézat
Bernard Vézat est un chef décorateur français.

## Filmographie (sélection)
- 1983 : La Lune dans le caniveau de Jean-Jacques Beineix
- 1984 : Le Matelot 512 de René Allio
- 1986 : Manon des sources de Claude Berri
- 1986 : Jean de Florette de Claude Berri
- 1988 : Camille Claudel de Bruno Nuytten
- 1990 : Uranus de Claude Berri
- 1990 : Jean Galmot, aventurier d'Alain Maline
- 1991 : Tous les matins du monde d'Alain Corneau
- 1994 : Le Colonel Chabert d'Yves Angelo
- 1995 : Le Nouveau Monde d'Alain Corneau
- 1997 : Le Bossu de Philippe de Broca
- 1999 : Les Enfants du siècle de Diane Kurys
- 2000 : Les Blessures assassines de Jean-Pierre Denis
- 2005 : Je vous trouve très beau d'Isabelle Mergault
- 2011 : La Fille du puisatier de Daniel Auteuil

## Distinctions

### Récompenses
- César 1989 : César du meilleur décor pour Camille Claudel

### Nominations
- BAFTA 1988 : British Academy Film Award des meilleurs décors pour Jean de Florette
- César du meilleur décor
  - en 1995 pour Le Colonel Chabert
  - en 1998 pour Le Bossu